# Clärchens Ballhaus

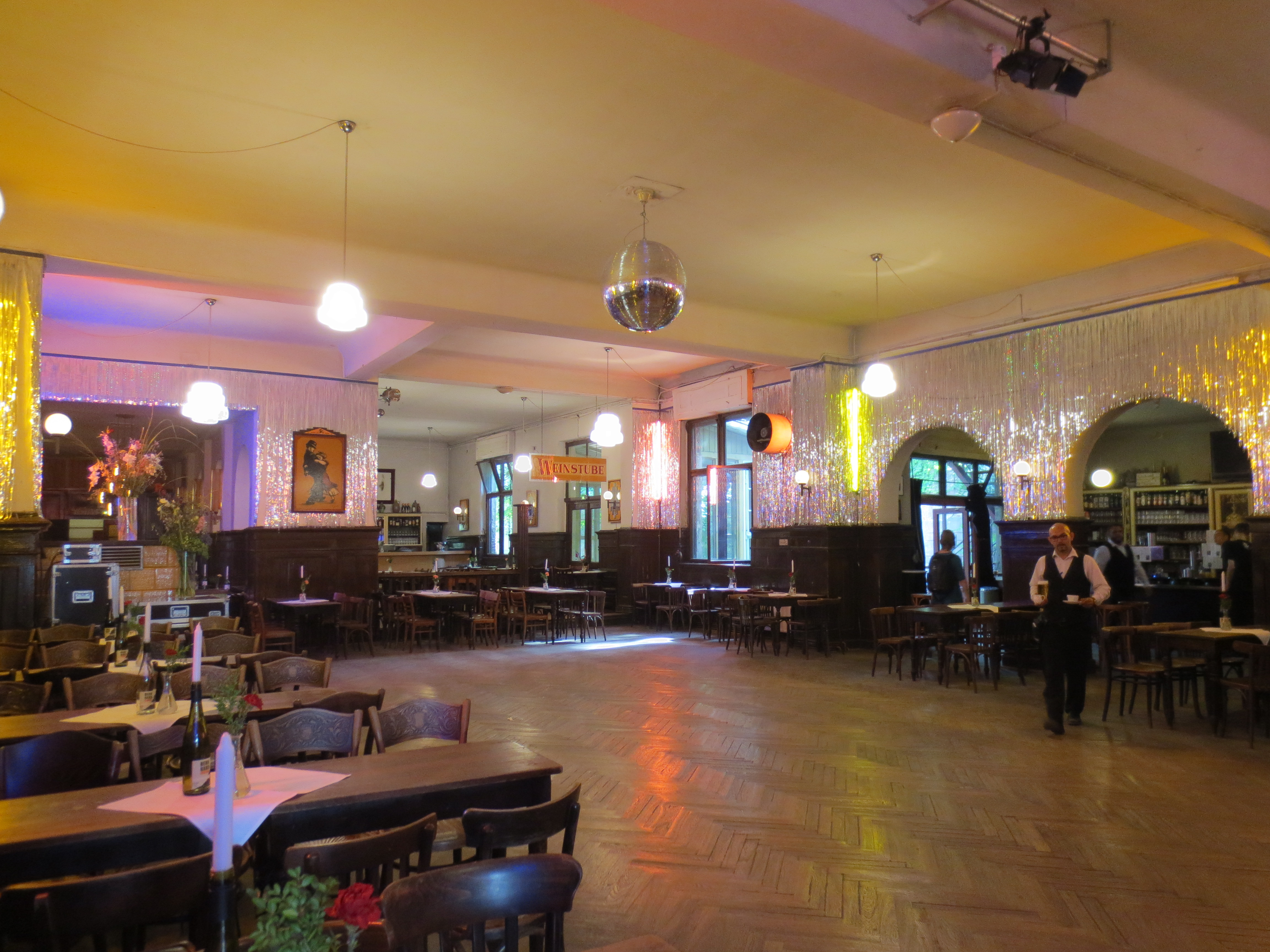

Clärchens Ballhaus (з нім. бальна зала Кларочки) — місце для танцювальних вечірок із рестораном на Auguststraße в районі Берліна Мітте.

## Історія
Фріц Бюлер (нім. Fritz Bühler) (1862—1929) та його дружина Клара Бюлер (нім. Clara Bühler) (1886—1971) відкрили «Bühlers Ballhaus» 13 вересня 1913 року в прибудові на Auguststraße 24–25. Це приміщення було збудоване в 1895 році з двома залами: танцювальною залою на першому поверсі і дзеркальною залою на другому поверсі. Після смерті Фріца Бюлера керівництвом закладу займалася Клара, хоча в народі його вже давно називали на честь хазяйки «Clärchens Ballhaus» (бальна зала Кларочки). У 1932 році вона одружилась з Артуром Габерманом (нім. Arthur Habermann) (1885—1967), який підтримував її в роботі. Основний будинок було знищено під час Другої світової війни, але заклад продовжив роботу після війни. Навіть в часи НДР Clärchens Ballhaus залишався приватним бізнесом. З 1967 по 1989 роки керівництво закладом проводилось пасербицею Клари — Ельфрідою Вольф (нім. Elfriede Wolff) (дочкою Артура Габермана), потім бізнес перейняв її син Штефан. Після возз'єднання Німеччини прийомна дочка Клари успадкувала володіння закладом, після чого заклад успадкував її син, який продав будівлю у 2003 році. Новий власник Ганс-Йоахім Зандер (нім. Hans-Joachim Sander) припинив діяльність закладу, яка тривала 91 рік.
Після того як попередній керівник залишив Ballhaus на новий 2004 рік, зал перебрали Крістіан Шульц (нім. Christian Schulz) та Девід Регер (нім. David Regehr) значно його не змінюючи. Відтоді також площа перед будинком, на місці якої перед війною стояв фасадний будинок), теж належить до закладу. Дзеркальна зала на другому поверсі яка протягом років слугувала переважно як комора, відтоді здається для проведення подій.

## Значення

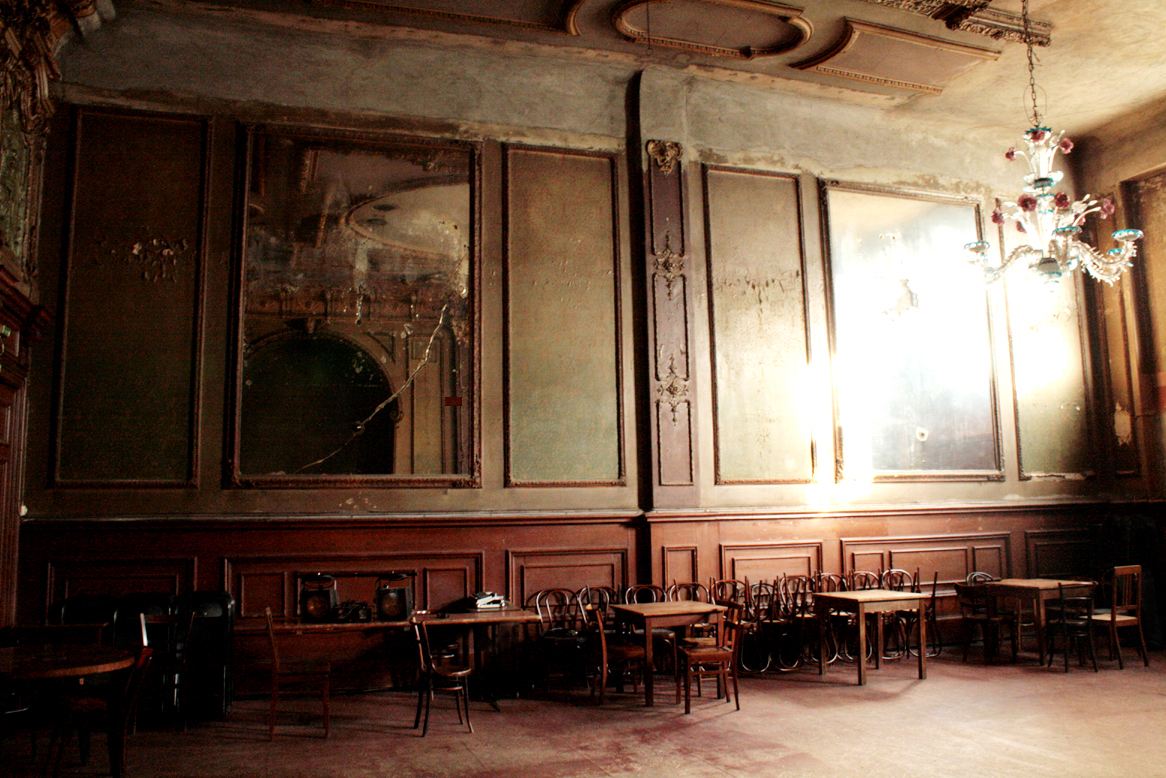
Дзеркальна зала на другому поверсі

Цей танцзал є останнім залом у Берліні, що утримується з 1900-х років. За часів НДР він був відомим місцем зустрічі як серед східних, так і серед західних німців.
Часто згадувався в медіа, як в репортажах, так і в фільмі Вільми Прадетто завдяки своєму гардеробнику Гюнтеру Шмідке (нім. Günter Schmidtke). Також про заклад знятий документальний фільм Edith bei Clärchen (Andreas Kleinert, 1985).
Використовувався як місце зйомок для фільмів Штауффенберг та Безславні виродки.
На додачу до вечірок, у залі також проводять курси танців.

## Зноски
1. ↑  Kiesow, 2013, с. 316.
2. ↑  Kiesow, 2013, с. 84.
3. ↑  Kiesow, 2013, с. 134.
4. ↑  Kiesow, 2013, с. 181.
5. ↑  Stefan Strauß (1 листопада 2005). Ein Stück Alt-Berlin verschwindet: Nach 91 Jahren schließt Clärchens Ballhaus in der Auguststraße: Der letzte Schwof. Berliner Zeitung. Процитовано 6 листопада 2016.{{cite web}}:  Обслуговування CS1: Сторінки з параметром url-status, але без параметра archive-url (посилання)
6. ↑  Mathias Stengel (14 січня 2005). Neue Betreiber wollen Clärchens Ballhaus eine Zukunft geben: - WELT. Die Welt. Архів оригіналу за 7 листопада 2016. Процитовано 6 листопада 2016.
7. ↑  Kiesow, 2013, с. 374, 414.
8. ↑  Kiesow, 2013, с. =398.
9. ↑  Ost-Berlin für Wessis. In: Der Spiegel. Nr. 13, 1988, S. 247 (online).
10. ↑  Schmidtke. In: Der Spiegel. Nr. 19, 1992, S. 322 (online).
11. ↑  Plutonia Plarre & Andreas Graf (2012). Günter Schmidtke: Der Garderobier. taz berlinfolgen. Процитовано 6 листопада 2016.{{cite web}}:  Обслуговування CS1: Сторінки з параметром url-status, але без параметра archive-url (посилання)
12. ↑  Alles Clärchen — Ältestes Tanzlokal der Hauptstadt pflegt Tradition, ZDF 14. März 2009, 5. Januar 2010
13. ↑  Alexandra Maria Lara will nicht mit Tom Cruise drehen [Архівовано 26 жовтня 2016 у Wayback Machine.], Die Welt vom 9. Juli 2007
14. ↑  Quentin Tarantino: «Das ist verdammter Mist!» [Архівовано 26 жовтня 2016 у Wayback Machine.], Tagesspiegel vom 29. Juli 2009